# ليشكو كرابفاسكا (مقاطعة)
مقاطعة ليشكو كرابفاسكا (بالكرواتية: Ličko-krbavska županija، وبالمجرية: Lika-Korbava vármegye)، كانت مقاطعة سابقة ضمن المملكة الكرواتية السلافونية؛ والتي كانت ضمن الجزء المجري ضمن الإمبراطورية النمساوية المجرية.